# چشمه‌بهاالدین
چشمه‌بهاالدین، روستایی از توابع بخش کلیائی شهرستان سنقر در استان کرمانشاه ایران است.

## جمعیت
این روستا در دهستان سطر قرار دارد و براساس سرشماری مرکز آمار ایران در سال ۱۳۸۵، جمعیت آن ۲۶۵ نفر (۷۰خانوار) بوده‌است.